# Baloži
Baloži (németül: Rollbusch) város Lettországban. A települést meghatározó tőzegfeldolgozó üzemet 1947-ben alapították. Ennek az üzemnek a lakótelepéből alakult ki a település, amely 1991-ben kapott városi rangot.

## Lakossága
A 2007-es adatok szerint a város lakosságának 43,3%-a lett, 36,4%-a orosz, 3,3%-a ukrán, 2,4%-a litván, 2,4%-a lengyel.

## Közlekedés
A város Rigától mindössze 14 km-re fekszik. Kedvező természeti adottságainak köszönhetően a zsúfolt fővárosból egyre többen települnek ide. Baložinak kiváló közlekedési kapcsolata van Rigával. Vasúton a Riga–Liepaja-vonalon közlekedő elővárosi vasút, közúton az A7-es autópálya, és a 23-as autóbusz köti össze a fővárossal.
1. ↑  Iedzīvotāju skaits pēc tautības reģionos, pilsētās, novados, pagastos, apkaimēs un blīvi apdzīvotās teritorijās gada sākumā (pēc administratīvi teritoriālās reformas 2021. gadā). Central Statistical Bureau of Latvia. (Hozzáférés: 2024. június 19.)